# Kokoreç

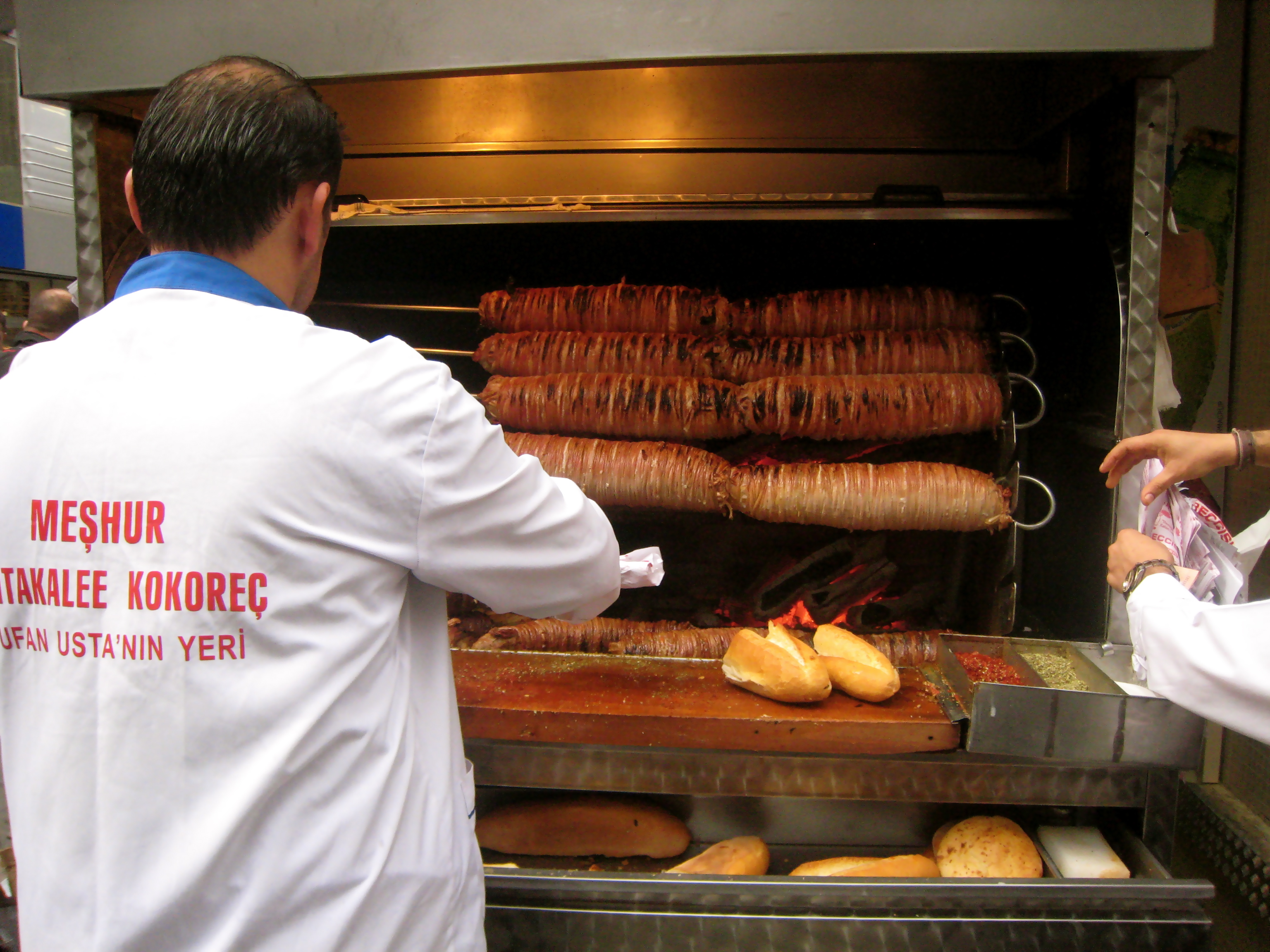
Kokoreç sütés Isztambulban

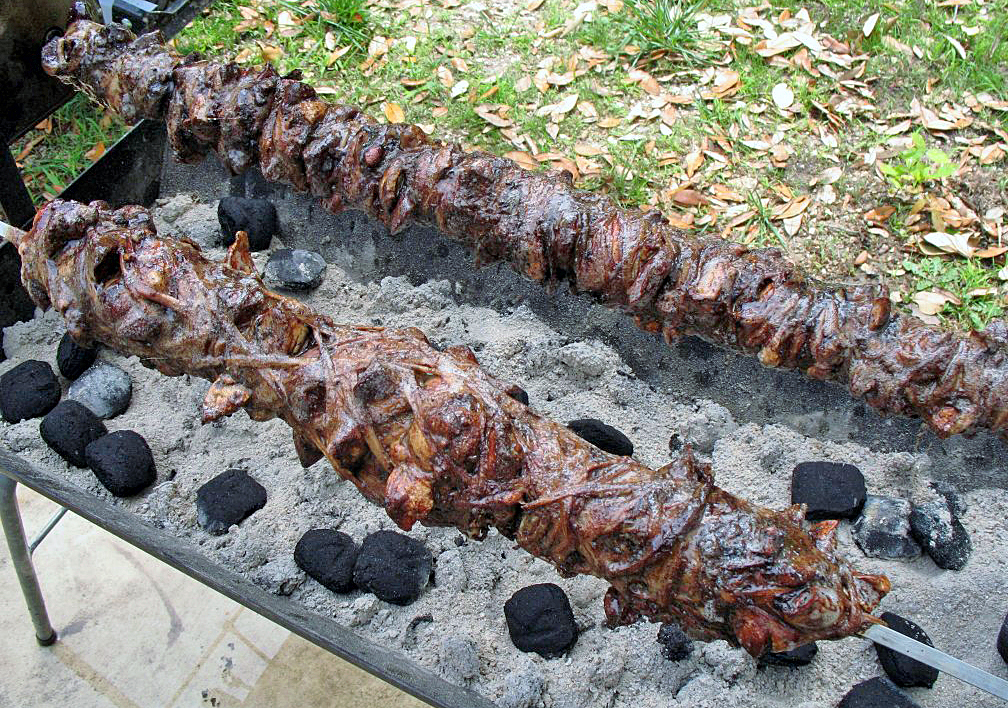
Kokoreç nyársak

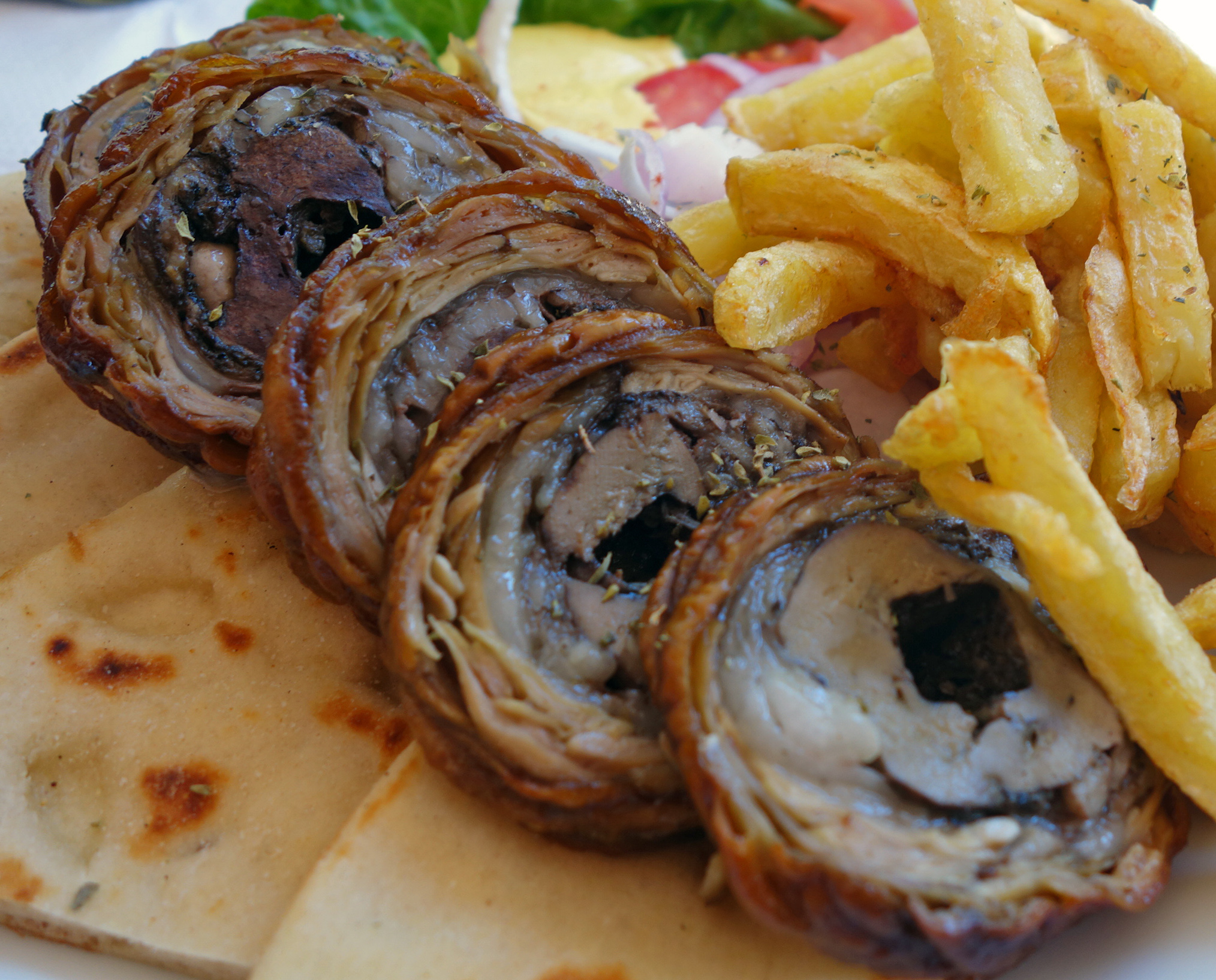
Kokoreç szervírozva

A kokoreç egy török gasztronómiai specialitás, amit apróra vágott báránybelsőségekből (nem grillezett kosbelsőségekből) készítenek. A belsőségeket gondos tisztítás után egy nyársra tekerik fel. A „belsőségrúd” belsejébe bárányzsírt tesznek, hogy megelőzzék a hús sütés közbeni kiszáradását. Görögországban a kokoreç „kokoretsi” néven ismert. A sütést követően apróra vágják, és sütőlapon apróra vágott paprikával és paradicsommal összesütik, majd majoránnával ízesítik és kenyérbe töltik.
Megkülönböztethető az isztambuli és az İzmirben ismert kokoreç. Az isztambuli nyárs készítéséhez felhasználnak paradicsomot, vöröshagymát és fűszereket (mint fűszerkömény és chilipor), és ezt a keveréket tekerik fel a nyársra, míg az izmir-féle nyárshoz nem használnak vöröshagymát és paradicsomot. Az ételt fél vagy negyed kenyérben tálalják, amit a hússal töltenek meg, hasonlóképp, mint a döner kebabnál. Korábban kereskedők árulták ezt az ételt a piacon, azonban higiéniai okok miatt ezt megtiltották, ma már az értékesítés éttermekben történik, de akadnak árusok, akik a saját kis mozgó grillkocsijaikban faszén felett grillezett húst árulnak. A kokoreç közkedvelt étel Törökországban, a „törökök döner kebapja”.